# Europa Orbiter
Europa Orbiter est un projet de mission spatiale de la NASA étudié en 1997 dont l'objectif était la caractérisation des océans d'Europe, le satellite de la planète Jupiter. Le projet est abandonné en 2002 à la suite de l'envolée de son coût.  

## Historique
En 1997, la NASA, très satisfaite des résultats des missions interplanétaires à faible coût du programme Discovery et de la première mission Mars Surveyor, décide de transposer ce concept à des objectifs prioritaires beaucoup plus complexes. L'étude de trois missions est confiée au centre spatial JPL dans le cadre d'un projet surnommé Fire and Ice (Le feu et la glace) comprenant Pluto-Kuiper Express , Solar Probe  et Europa Orbiter. Cette dernière mission a pour objectif l'étude d'Europe, le satellite de la planète Jupiter et emporte un nombre d'instruments scientifiques réduit pour limiter les coûts. L'enveloppe budgétaire prévue initialement est de 190 millions US $ mais le développement du RTG avancé utilisé et celui du nouveau lanceur EELV pressenti prennent du retard. Les coûts s'envolent au fur et à mesure de l'avancement de l'étude pour atteindre en 2002 1,4 milliard US $. Le projet est alors abandonné.

## Objectifs
La sonde spatiale Galileo découvre à la fin des années 1990 que sous la surface glacée du satellite Europe de la planète Jupiter se trouve probablement des océans qui seraient par ailleurs susceptibles d'héberger la vie. La mission Europa Orbiter a pour objectif de se placer en orbite autour du satellite pour étudier de plus près celui-ci et préparer une mission in situ (atterrisseur). Ses principaux objectifs scientifiques sont : 
- déterminer la présence ou l'absence d'océans sous la surface ;
- établir une carte tridimensionnelle des océans présents et des couches de glace qui les recouvrent ;
- déterminer l'origine des formations en surface y compris celles qui résultent d'une activité récente. Identifier des sites d'atterrissages potentiels.

## Caractéristiques techniques
Europa Orbiter dispose d'un système de propulsion pouvant fournir un delta-V particulièrement important (2 500 m/s) nécessaire pour l'insertion en orbite autour de Europe. L'énergie est fournie par un RTG produisant 150 watts. Le système de télécommunications permet un débit de 20 kilobits par seconde en bande X grâce à une antenne parabolique grand gain d'un diamètre de 2 mètres.

### Instruments scientifiques
Pour étudier la structure interne d'Europe, la sonde spatiale dispose d'un radar avec une antenne déployée avant usage d'une envergure de 10 à 15 mètres et d'un altimètre

## Déroulement de la mission
Europa Orbiter devait être placé en orbite en 2003 par le nouveau lanceur EELV (Atlas V et Delta 4)  en cours de développement à l'époque. La sonde spatiale s'insère sur une orbite fortement elliptique autour de Jupiter qui la fait passer périodiquement près des lunes galiléennes. Celles-ci sont utilisées pour affiner la trajectoire par assistance gravitationnelle. Après une phase d'étude des lunes galiléennes d'une durée non fixée, la sonde spatiale entame des manœuvres pour s'insérer sur une orbite de 200 km autour d'Europe. L'antenne du radar est déployée et Europa Orbiter entame une campagne d'observation de 30 jours. La mission s'achève alors pour prendre en compte les doses très élevées de rayonnement ionisant reçues par l'électronique de la sonde spatiale. 

### Source
- (en) Jan M. Ludwinski et al., « The Europa Orbiter Mission  Desig », IAF,‎ octobre 1998, p. 1-14 (lire en ligne)